# Чёрная (верхний приток Томи)
Чёрная — река в России, протекает в Томской области. Устье реки находится в 78 км по левому берегу реки Томь. Длина реки составляет 51 км. Течёт с юго-запада на северо-восток, через татарские сёла Тахтамышево и Чёрная Речка.

## Данные водного реестра
По данным государственного водного реестра России относится к Верхнеобскому бассейновому округу, водохозяйственный участок реки — Томь от города Кемерово и до устья, речной подбассейн реки — Томь. Речной бассейн реки — (Верхняя) Обь до впадения Иртыша.